# Ostriecowo (rejon mieżdurieczeński)
Ostriecowo (ros. Острецово) – wieś w Rosji, w rejonie mieżdurieczeńskim obwodu wołogodzkiego. W 2010 r. liczyła 55 mieszkańców.